# Hugh Evan-Thomas
Hugh Evan-Thomas, född den 27 oktober 1862 i Glamorgan, död den 30 augusti 1928 i Bedfordshire, var en brittisk sjömilitär.
Evan-Thomas ingick i flottan 1875, blev kommendör (captain) 1902, konteramiral 1912, viceamiral 1917 och amiral 1920. Under första världskriget var han chef för 5:e slagskeppseskadern, som han med utmärkelse förde i Skagerrakslaget den 31 maj 1916 från sitt flaggskepp HMS Barham. Från 1921 var han chef för örlogsstationerna vid Themsens mynning jämte den under desamma lydande flytande materielen (commander-in-chief the Nore).